# Samsung Galaxy R
Samsung Galaxy R (I9103) — смартфон от компании Samsung на мобильной операционной системе Android семейства Samsung Galaxy. Смартфон построен на базе аппаратной платформы Tegra 2 и работает под управлением операционной системы Android. Официальный анонс Galaxy R состоялся в июле 2011 года.

## Технические характеристики
Общее:
- Тип устройства: смартфон/коммуникатор
- Операционная система: Android 2.3.4 (доступно обновление до 4.0.4)
- Поддерживаемые сети: GSM/GPRS/EDGE 850/900/1800/1900 МГц, UMTS/HSDPA/HSUPA 850/900/1900/2100 МГц
- Форм-фактор: моноблок
- Размеры: 66,7 x 125,7×9,55 мм
- Вес: 131 г
- Питание: Li-Ion, 1650 мА·ч
- Разъемы: Micro USB, «Мини-джек» 3.5 мм
- Дата выпуска (анонс): 12.08.11

Экран:
- Тип экрана: цветной Super Clear LCD
- Тип сенсора: Ёмкостный
- Максимальная яркость: 785 cd/m2
- Диагональ экрана: 4.19" дюйма (10.64 сантиметра)
- Разрешение экрана: WVGA (480 x 800)
- Количество оттенков: 16 млн цветов
- Дополнительные возможности: поддержка мультитач (максимум 5 касаний)

Процессор и память:
- Частота процессора: 1000 МГц, двухъядерный
- Объём оперативной памяти: 1024 мб
- Объём постоянной памяти: 8 гб
- Поддержка карт памяти: microSD (до 32 ГБ)

Связь:
- Интерфейсы: Wi-Fi (802.11b/g/n), Bluetooth 3.0, USB 2.0
- Спутниковая навигация: GPS

Камера:
- Разрешение матрицы: 5 млн пикс., (2560 x 1920)
- Запись видео: есть (1280 х 720)
- Дополнительные возможности: Цифровой 4-кратный зум, определение улыбок, панорамная съёмка

Форматы:
- Аудио: MP3, AAC, AAC+, eAAC+, OGG, FLAC, WMA
- Видео: 3GP, H.263, H.264, MPEG-4, WMV, DivX, XviD

## Тесты и обзоры
- Артем Лутфуллин. Обзор смартфона Samsung Galaxy R (i9103). Mobile-review.com (19 августа 2011). Дата обращения: 7 апреля 2015.
- Александр Побыванец. Обзор Samsung Galaxy R (i9103): вторая «галактика», ставшая доступнее. Mobiset.ru (16 августа 2011). Дата обращения: 7 апреля 2015.
- RomeoWhite. Обзор Android-смартфона Samsung GT-i9103 Galaxy R. MForum (22 августа 2011). Дата обращения: 7 апреля 2015.